# Mount Saint Michael (Antartide)
Il Mount Saint Michael è un rilievo roccioso che sorge sulla costa occidentale della Bell Bay, nella Terra di Enderby, in Antartide.